# Il volo (Litfiba)
Il volo è un brano musicale dei Litfiba. È il primo singolo estratto (anche se diffuso solo per il mercato estero) , nel 1990, dall'album in studio "El diablo". È inoltre il primo singolo della band ad essere pubblicato su CD.
Il brano è dedicato a Ringo De Palma, ex batterista del gruppo, morto per overdose di eroina pochi mesi prima.

## Tracce
- Il volo - 4:22
- El diablo - 4:26

## Formazione
- Piero Pelù - voce
- Ghigo Renzulli - chitarre
- Roberto Terzani - basso
- Antonio Aiazzi - tastiere
- Daniele Trambusti - batteria
- Candelo Cabezas - percussioni